# Văn hóa Hồng Kông
Văn hóa Hồng Kông, tốt nhất có thể được mô tả như là một nền tảng bắt đầu với văn hóa Quảng Đông của vùng Lĩnh Nam (mà có khác biệt ngay từ đầu) và các nhánh văn hóa Hán không thuộc Quảng Đông, ở một mức độ thấp hơn nhiều. Sau này nó bị ảnh hưởng bởi văn hóa Anh do chủ nghĩa thực dân Anh đưa vào, dẫn đến một nền văn hóa đặc trưng bởi cả người Quảng Đông và người Anh (Jyutping: Jyut6 jing1 wui6 zeoi6; chữ Hán phồn thể: 粵英薈萃). Hơn nữa, Hồng Kông cũng có lượng người bản địa, với nền văn hóa đã được tiếp thu vào văn hóa Hồng Kông hiện đại. Kết quả là, sau khi chuyển giao chủ quyền năm 1997 cho Cộng hòa Nhân dân Trung Hoa, Hồng Kông đã tiếp tục phát triển một bản sắc văn hóa riêng.

## Ngôn ngữ và hệ thống chữ viết

### Ngôn ngữ nói

#### Tiếng Quảng Đông Hồng Kông
Tiếng Quảng Đông Hồng Kông là tiếng Quảng Đông (粵語/廣東話/廣州話/廣府話/白話) được nói ở Hồng Kông. Mặc dù không phải là một trong những ngôn ngữ bản địa Hồng Kông, nhưng nó là ngôn ngữ được sử dụng rộng rãi nhất ở Hồng Kông hiện nay. Phong cách Hồng Kông của tiếng Quảng Đông chứa nhiều từ mượn từ tiếng Anh, và một số từ tiếng Nhật, do Nhật Bản là một trong những đối tác thương mại lớn nhất của Hồng Kông và sự phổ biến của văn hóa pop Nhật Bản trong thành phố trong vài thập kỷ qua. Tuy nhiên, tiếng Quảng Đông Hồng Kông vẫn có thể hiểu được khi so sánh với tiếng Quảng Đông được những người Quảng Đông từ Trung Quốc đại lục hoặc Trung Quốc ở nước ngoài có tổ tiên Quảng Đông sử dụng. Tiếng Quảng Đông cũng là ngôn ngữ chính được sử dụng trong các sản phẩm văn hóa Hồng Kông (nhạc pop, phim, v.v.).
Một đặc điểm khác biệt của tiếng Quảng Đông của Hồng Kông là, do ảnh hưởng văn hóa của Anh, người Hồng Kông được ghi nhận có thói quen bổ sung tiếng Quảng Đông bằng các từ tiếng Anh, dẫn đến một kiểu nói mới gọi là "Kongish".

#### Ngôn ngữ Sinitic không phải tiếng Quảng Đông
Tiếng Khách Gia (Hakka) (Jyutping: Haak3 gaa1 waa2;chữ Hán phồn thể: 客家話) thường được sử dụng ở nhiều ngôi làng có tường bao quanh (Jyutping: Wai4 cyun1; chữ Hán phồn thể: 圍村) tại các vùng lãnh thổ mới và cộng đồng người Khách Gia ở Hồng Kông, là một trong những ngôn ngữ bản địa cho người bản địa Hồng Kông. Tiếng Khách Gia, giống như tiếng Quảng Đông và tiếng Quan Thoại, là một thành viên của gia đình ngôn ngữ Trung Quốc, nhưng ba thứ tiếng này gần như không thể hiểu nhau. Người Khách Gia cũng có một nền văn hóa riêng biệt, khác với tiếng Quảng Đông về kiến trúc truyền thống, âm nhạc, ẩm thực và các phong tục khác.
Tiếng Waitau (Jyutping: Wai4 tau4 waa2; chữ Hán phồn thể: 圍 頭), một ngôn ngữ bản địa khác của Hồng Kông, chủ yếu được nói bởi thế hệ cũ sống ở các ngôi làng có tường bao quanh ở Vùng lãnh thổ mới. Cuối cùng, người Tanka (Jyutping: Daan6 gaa1 jan4; chữ Hán phồn thể: 蜑 家人) từ các làng chài là một nhóm người bản địa Hồng Kông khác. Ngôn ngữ của họ, Tanka (Jyutping: Daan6 gaa1 waa2; Tiếng Trung Quốc phồn thể: 蜑家話), với phiên bản tiếng Quảng Đông của riêng họ, là một dạng ngôn ngữ bản địa Hồng Kông khác.

#### Chính sách ngôn ngữ của chính phủ
Kể từ khi bàn giao Hồng Kông năm 1997, chính phủ đã áp dụng chính sách "song ngữ và tam ngữ" (Jyutping: Loeng3 man4 saam1 jyu5; chữ Hán phồn thể: 兩文三語, nghĩa đen là "hai hệ thống chữ viết và ba ngôn ngữ"). Theo nguyên tắc này, cả "tiếng Trung" (hơi mơ hồ) và tiếng Anh đều phải được công nhận là ngôn ngữ chính thức, với tiếng Quảng Đông được công nhận là tiếng Trung thực tế (ít nhất là ngôn ngữ nói) của tiếng Hoa ở Hồng Kông, đồng thời chấp nhận sử dụng tiếng Quan thoại (Jyutping: Pou2 tung1 waa2; chữ Hán phồn thể: 普通話)  trong một số dịp nhất định.

### Hệ thống chữ viết
Về hệ thống chữ viết, người Hồng Kông viết sử dụng chữ Hán phồn thể, có thể viết tất cả các từ trong tiếng tiếng Trung bạch thoại, ngôn ngữ mà được các tài liệu của chính phủ và hầu hết các tác phẩm văn học sử dụng. Với sự trợ giúp của các ký tự tiếng Quảng Đông do người Hồng Kông phát minh, tiếng Quảng Đông giờ đây có thể được viết nguyên văn và tiếng Quảng Đông đã trở nên phổ biến hơn kể từ đầu thế kỷ 21, đặc biệt là trong các lĩnh vực ít trang trọng hơn như các diễn đàn và quảng cáo trên internet.

## Bản sắc văn hóa
Với 156 năm bị cai trị như một thuộc địa riêng biệt của Anh, cũng như sự tách biệt chính trị với phần còn lại của vùng Lĩnh Nam đã dẫn đến một bản sắc địa phương độc đáo. Các yếu tố của văn hóa Quảng Đông truyền thống kết hợp với ảnh hưởng của Anh đã định hình Hồng Kông trong mọi khía cạnh của thành phố, trải dài từ luật pháp, chính trị, giáo dục, ngôn ngữ, ẩm thực và cách suy nghĩ. Chính vì lý do này mà nhiều người Hồng Kông tự hào về văn hóa của họ (như tiếng Quảng Đông, có lịch sử 1000 năm và di sản phong phú các bài hát và bài thơ truyền thống ) và thường tự gọi mình là "Người Hồng Kông" (Jyutping: Hoeng1 gong2 yan4; chữ Hán phồn thể:香港人), để phân biệt với người Hán với Trung Quốc đại lục (có văn hóa phát triển độc lập).
Học giả Kam Louie mô tả quá khứ thuộc địa của Hồng Kông đã tạo ra một "không gian dịch thuật, nơi văn hóa Trung Quốc được giải thích cho "Người phương Tây" hiểu và văn hóa phương Tây được dịch sang tiếng Trung Quốc." 

## Xã hội

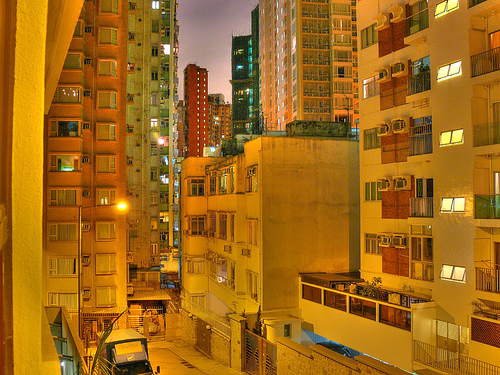
Chung cư Happy Valley

Tại Hồng Kông, các giá trị truyền thống Nho giáo như "đoàn kết gia đình", "lịch sự" và "giữ thể diện " chiếm tỷ trọng đáng kể trong tâm trí người dân. Văn hóa chính thống của Hồng Kông bắt nguồn và chịu ảnh hưởng nặng nề của người Quảng Đông từ tỉnh Quảng Đông lân cận ("Gwong2 dung1" trong tiếng Quảng Đông) và văn hóa của tỉnh này, khác biệt đáng kể so với những người Hán khác. Ngoài ra còn có các cộng đồng nhỏ của người Khách Gia, người Phúc Kiến, người Triều Châu và người Thượng Hải ở Hồng Kông.
Về mặt cấu trúc, một trong những luật đầu tiên xác định mối quan hệ của mọi người là Pháp lệnh Hôn nhân Hồng Kông được thông qua năm 1972. Luật đặt ra việc cấm vợ lẽ và hôn nhân đồng giới với một tuyên bố nghiêm ngặt về mối quan hệ dị tính chỉ với một người. Những thay đổi kinh tế khác bao gồm các gia đình cần hỗ trợ do cả cha mẹ làm việc. Đặc biệt, những người nước ngoài giúp việc nhà đã trở thành một phần không thể thiếu trong gia đình người Hồng Kông kể từ cuối những năm 1980.